# Territorio nacional del Chaco
El Chaco fue el territorio nacional (o gobernación) creado por el gobierno de la República Argentina, abarcando en un principio territorios pertenecientes hoy al Chaco Boreal del Paraguay y que también eran reclamados por Bolivia. Tras la separación de Formosa, el Territorio Nacional del Chaco sufrió nuevas disminuciones de su territorio hasta su transformación en la provincia del Chaco.

## Antecedentes
El artículo 4 del Tratado de Amistad, Auxilio y Comercio firmado el 12 de octubre de 1811 entre la Junta Grande del Río de la Plata y la Junta Gubernativa de Asunción, establecía que los límites entre las intendencias de Buenos Aires y del Paraguay, permanecerían como se hallaban hasta que un Congreso General los defina, por lo que no se establecieron límites entre ellas en el Gran Chaco.
Como respuesta a la confiscación de buques y mercancías destinadas al Paraguay que realizó el gobernador unitario de Corrientes coronel Joaquín Madariaga en agosto de 1844, el presidente paraguayo Carlos Antonio López envió soldados a la isla del Cerrito y expulsó a los obrajeros correntinos instalados en ella. En 1846 el gobierno paraguayo erigió una batería en su territorio frente a la isla (fortaleza de Itapirú) y destinó un piquete de diez soldados en la isla del Cerrito. En 1847 desalojaron otros obrajes en territorio chaqueño frente a Corrientes, pero una creciente del río Paraná en 1848 destruyó la batería paraguaya y la isla fue evacuada.
La Confederación Argentina reconoció la independencia del Paraguay mediante el Acta de reconocimiento de la soberanía e independencia de la República del Paraguay por la Confederación Argentina del 17 de julio de 1852, rechazada por el Congreso argentino y reafirmada en un tratado de 1856.
El 13 de junio de 1856 mediante un decreto, el presidente paraguayo Carlos Antonio López fundó Villa Occidental (desde el 13 de mayo de 1879 llamada Villa Hayes) en el sitio en donde el año anterior radicó a colonos franceses en una colonia llamada Nueva Burdeos.
La ley N.º 28 del 17 de octubre de 1862, dispuso que todos los territorios nacionales existentes fuera de los límites o posesión de las provincias sean nacionales.
En 1865 la Argentina firmó un tratado de alianza con Brasil y Uruguay en contra del Paraguay que había invadido Corrientes, estipulándose que: La República Argentina quedará dividida de la República del Paraguay, por los ríos Paraná y Paraguay, hasta encontrar los límites del Imperio del Brasil, siendo éstos, en la ribera derecha del Río Paraguay, la Bahía Negra . En cumplimiento de ello, el general Emilio Mitre ocupó en octubre de 1869, Villa Occidental redenominándola Villa Argentina, frente a la ciudad de Asunción. 
En mayo de 1866 los brasileños comenzaron a desembarcar tropas y la construcción de un arsenal, un hospital de campaña y una capilla en la isla del Cerrito.
Después la guerra de la Triple Alianza (1865-1870) se inició la ocupación efectiva del territorio situado al norte del río Salado, comenzando las campañas militares en contra de los indígenas del Chaco que culminaron en 1884 con su sometimiento. La primera de las campañas militares en el Gran Chaco, fue la que realizó en 1870 y repitió en 1872, el teniente coronel Napoleón Uriburu hasta el paraje llamado La Cangayé, la antigua reducción de Nuestra Señora de los Dolores, fundada en 1781 en los alrededores de la confluencia de los ríos Teuco y el antiguo Bermejo.

## Territorio nacional del Gran Chaco
El Territorio Nacional del Gran Chaco o Gobernación del Chaco, con capital en Villa Occidental fue creado el 31 de enero de 1872 mediante un decreto del presidente Domingo Faustino Sarmiento nombrando al comandante de las fuerzas argentinas acantonadas en Asunción, Julio de Vedia como gobernador. En octubre del mismo año, el Congreso Nacional ratificó el decreto del Poder Ejecutivo Nacional a través de la sanción de la ley N.º 576. Los límites del territorio no fueron mencionados en el decreto ni en la ley, pero se extendían desde el arroyo del Rey al Sur, hasta el río Verde al norte. Desde el Este, el territorio se extendía desde la costa del Río Paraguay, su confluencia con el Paraná y la costa sobre este río hasta el Arroyo del Rey. Sin embargo, hacia el Oeste el linde era impreciso.
El 6 de octubre de 1874 mediante la ley N.º 686, se creó la Jefatura Política del Chaco, al sur del Río Bermejo, con sede en la actual Resistencia y bajo la dependencia del Poder Ejecutivo Nacional, aunque subordinada al gobernador con sede en Villa Occidental. Ante la superposición de poderes, el cargo fue suprimido en 1876.
La isla del Cerrito (o del Atajo) luego de la guerra permaneció bajo ocupación brasileña hasta que fue entregada a la República Argentina el 8 de septiembre de 1876, instalándose la capital del Territorio Nacional del Gran Chaco desde septiembre de 1876 hasta el 1 de enero de 1877, en el cuartel en la isla del Cerrito. Luego la capital volvió a ser Villa Argentina (o Villa Occidental) hasta su evacuación.
El tratado de límites firmado entre Argentina y Paraguay, el 3 de febrero de 1876 reconoció la soberanía argentina sobre la isla del Cerrito y estableció en su artículo 4:

El territorio comprendido entre el brazo principal del Pilcomayo y Bahía Negra, se considerará dividido en dos secciones, siendo la primera la comprendida entre Bahía Negra y el Río Verde, que se halla a los 23° 10´, de latitud Sud, según el mapa de Mouchez; y la segunda, la comprendida entre el mismo Río Verde y el brazo principal del Pilcomayo, incluyéndose en esta sección la Villa Occidental. El gobierno argentino renuncia definitivamente a toda pretensión o derecho sobre la primera sección. La propiedad o derecho en el territorio de la segunda sección, incluso la Villa Occidental, queda sometida a la decisión definitiva de un fallo arbitral.

El árbitro escogido fue el presidente Rutherford Hayes de los Estados Unidos, quien falló el 12 de noviembre de 1878 en contra de la argumentación argentina, por lo que el territorio entre el río Verde y el en parte indefinido cauce principal del río Pilcomayo fue reconocido como paraguayo (Laudo Hayes). El límite no fue completamente definido hasta 1945.  

And I, therefore, do hereby award to the said Republic of Paraguay the territory on the western bank of the river of that name, between the Río Verde and the main branch of the Pilcomayo, including Villa Occidental.
(Y por lo tanto, entrego a la dicha República del Paraguay el territorio en la margen occidental del río de ese nombre, entre el Río Verde y el brazo principal del Pilcomayo, incluyendo Villa Occidental.)

Se procedió entonces a la evacuación de Villa Occidental que fue entregada al Paraguay el 14 de mayo de 1879.
El 8 de abril de 1879, Luis Jorge Fontana fundó Villa Formosa, que pasó a ser la capital hasta la división del territorio en 1884.
Durante el período 1872-1884 fueron designados los siguientes gobernadores del Chaco:
- Julio de Vedia (1872-1875),
- Napoleón Uriburu (1875-1876),
- Pantaleón Gómez (1876-1878),
- Lucio V. Mansilla (1878-1880),
- Francisco Basiliano Bosch (1880-1883),
- Ignacio Fotheringham (1883-1884).

## Territorio nacional del Chaco
Por ley nacional N° 1.532, del 16 de octubre de 1884, llamada de Organización de los Territorios Nacionales, el Gran Chaco quedó dividido en dos gobernaciones: el Territorio Nacional de Formosa —también llamada entonces Gobernación del Bermejo— al norte del río Teuco-Bermejo y el Territorio Nacional del Chaco al sur de ese curso de agua. Para este último establecía los siguientes límites:

Por el Este los ríos Paraguay y Paraná, desde la desembocadura del Bermejo en el primero, hasta la boca del arroyo del Rey en el segundo. Por el Sur y Oeste las siguientes líneas: el arroyo del Rey hasta encontrar el Paralelo 28° 15', este mismo paralelo y una línea que partiendo de San Miguel, sobre el Salado, pase por Otumpa, hasta encontrar el paralelo mencionado. Por el Norte una línea que partiendo de las Barrancas, sobre el río Salado, pasa por la intersección de la línea rumbo sur del Fuerte Belgrano con el Bermejo.

El gobernador era designado por el Poder Ejecutivo Nacional, con acuerdo del Senado, y duraban tres años en sus funciones, pudiendo ser designado para un nuevo período. Dependía del Ministerio del Interior. El primer Gobernador del nuevo Territorio del Chaco fue Manuel Obligado.
Hasta 1884 la provincia de Corrientes reclamó gran parte de la región costera del Chaco.
Los límites que fijó la ley N° 1.532 fueron modificados en dos oportunidades a través de leyes nacionales, impulsadas en razón de la presión ejercida por las autoridades y representantes ante el Congreso Nacional de las provincias de Santa Fe y Santiago del Estero. La primera de ellas que ya había logrado extender su territorio desde el Río Salado hasta el Arroyo del Rey, logró la sanción de la ley N° 1.894 del 13 de noviembre de 1886 que aprobó el Convenio de Límites Interprovincial, firmado el 15 de septiembre de ese año en Buenos Aires, entre las provincias de Santa Fe y de Santiago del Estero que delimitó completamente las fronteras entre ambas y extendió el territorio de Santa Fe desde el arroyo del Rey hasta el paralelo de 28°S, a expensas del Territorio Nacional del Chaco. La segunda, por su parte, se vio favorecida por la ley N° 4.141 del 7 de noviembre de 1902 que le adjudicaba una importante extensión que coincide con los actuales límites interprovinciales.
El 25 de noviembre de 1884, la capital del Chaco fue asentada en Resistencia, población erigida, el 2 de febrero de 1878, por colonos italianos, gran parte de ellos procedentes del Friul, sobre la que fuera la Reducción de San Fernando del Río Negro. Ese año de 1884 vio, también, finalizada la conquista militar de ambos territorios.

Para la territorialización se determinó como lugar apropiado una capital política y lo que había sido en su momento la reducción jesuítica de San Fernando del Río Negro sería rebautizada con el nombre de Resistencia en homenaje a los habitantes que había hecho defensa, paradojalmente a la defensa de sus territorios de los pueblos originarios.

La capital se llenó de pobladores gracias a la avanzada friulana, italianos llegados de la región de Údine  hicieron posible la extensión del Chaco, luego los asentamientos de familias europeas y de criollos (muchos de ellos correntinos) fueron conformando lo que hoy se denomina "razachaco".
Por la ley N° 14.203 del 21 de febrero de 1885, se crean nueve departamentos: Resistencia, Florencia, Las Toscas, San Antonio de Obligado, Ocampo, Presidente Avellaneda, Guaycuru, Saladillo y Coronel Martínez de Hoz.
Y mientras avanzaba la ocupación y colonización del territorio, la vida de los indígenas sufría graves perturbaciones. Estos eran objeto de campañas punitivas por parte del ejército, con apoyo de los colonos.

En 1914 entre el 5% y el 9% de la población del Chaco eran inmigrantes de Europa (la mayoría españoles).

El decreto del 19 de mayo de 1904 fija los límites de los departamentos y los subdivide en distritos.
En 1910 el gobierno nacional cedió a la provincia de Santiago del Estero gran parte del territorio de la Gobernación del Chaco en el Campo del Cielo, constituyéndose así los actuales límites entre las provincias de Chaco y Santiago del Estero.
El decreto del 23 de octubre de 1915 fija otra división departamental en el Territorio Nacional del Chaco, con ocho departamentos: Tobas, Río Teuco, Martínez de Hoz, Napalpí, Tapenaga, Campo del Cielo, Resistencia y Río Bermejo.
En 1924 una rebelión indígena, motivada por los malos tratos de los colonos europeos y del gobierno, es sangrientamente aplastada, en lo que se conoce como la masacre de Napalpí, hecho que quedó impune.
El Chaco fue declarado Provincia por la ley N.º 14.037 del 8 de agosto de 1951 y por ley del 20 de diciembre de 1951, pasó a denominarse Provincia Presidente Perón. Sin embargo, en septiembre de 1955 tras el golpe de Estado denominado Revolución Libertadora que derrocó a Peron, se quería borrar del país cualquier denominación que lleve el nombre de "Peron" por lo que esta denominación se dejó sin efecto por decreto-ley N° 4.145 del 17 de octubre de 1955 y se retornó a la anterior: Provincia del Chaco.